# Embalse Kubánskoye
El embalse Kubánskoye (en ruso: Кубанское водохранилище) está situado en el raión Prikubanski de la república de Karacháyevo-Cherkesia que forma parte del sistema del Gran Canal de Stávropol.

## Uso y características
Se utiliza para la regulación del caudal estacional: se llena del canal durante el período de inundación de verano y se vacía durante el período de escasez de agua en invierno, lo que garantiza el funcionamiento de la cascada de centrales hidroeléctricas del Kubán y el funcionamiento de los sistemas de suministro de agua alimentados desde el canal. El depósito se llena y descarga a través de la central eléctrica de almacenamiento por bombeo de Kubán. Llenado en 1967, creado en una cuenca natural en el sitio del lago Bolshoye Solionoe. Las fluctuaciones anuales del nivel son de hasta 15 m. El propietario de la presa que forma el embalse es PJSC RusHydro. Tiene una superficie de 50 km², un volumen total de 0,587 km³ (volumen útil, 0,475 km³), nivel de retención normal - 629 m.